# 黃錫袞
黄锡衮（1621年—1707年），又名炳朱，字宗麟，号肇盛，晚号潘湖叟。福建晋江縣潘湖人，祖籍福建莆田縣，明末清初政治人物，崇禎庚辰進士，官監察御史。明亡降清，康熙時累官東閣大學士。

## 生平
崇祯十三年（1640年）登庚辰科进士。任監察御史，巡按广西。因忤马士英，弃官隐读于武鸣起凤山，随即因战乱归里。清顺治五年（1648年）复考选庶吉士，授弘文院检讨。升翰林院编修，典江南乡试。历官工部郎中、广东按察使司按察使。康熙间累官东阁大学士。
與盧若騰、陳洪謐 、張朝綖、蔡肱明、吳韓起、辜胤奇、丁胤甲、梁玉蕤、郭符甲、楊明琅、沈佺期、許吉燝、何運亮、史贊聖、蘇國瓓、王命岳、施顯等人並稱“魯東同朝十八名士”。

## 著作
著有《黃潘湖叟詩集》、《金湖黃卿相紀聞》、《黃大學士文集》、《潘湖黃中堂炳朱史話》、《一魯兵法要則》等數十卷。